# Autoserica diversipes
Autoserica diversipes är en skalbaggsart som beskrevs av Moser 1915. Autoserica diversipes ingår i släktet Autoserica och familjen Melolonthidae. Inga underarter finns listade.